# Ensenhamen
Der Ensenhamen (prov. ensenhamen „Unterweisung“, vgl. frz. enseignement) ist eine Gattung der Trobadordichtung. Er gehört zur Lehrdichtung des Mittelalters und hatte die Aufgabe, zum standesgemäßen Verhalten in der höfischen Gesellschaft zu erziehen. Formal wurde er aus sechssilbigen freien Versen ohne stropischen Zusammenhalt gestaltet.
Die Ensenhamens sind in viele Arten differenziert. Durch Geschlechtertrennung und Ständeordnung entstanden eigene Formen, d. h. Lieder für Frauen und Männer, für Adlige und Nichtadlige. Der Inhalt umfasst sowohl die zeitgenössischen Anstandsregeln und Moralvorstellungen als auch konkrete Anweisungen für bestimmte Situationen, z. B. das Verhalten in der Liebe oder die damaligen Hygienevorschriften und Tischsitten. Zum Teil geben die Ensenhamens ihre Erziehungshinweise direkt im Sinne von Geboten und Verboten, zum Teil vermitteln sie die Anweisungen an beispielhaften Vorbildern. Eine eigenständige Variante stellen die Berufsanleitungen für die höfischen Joglars dar.
Erhalten sind Ensenhamens u. a. von Garin lo Brun, Arnaut de Maruelh, Arnaut Guilhem de Marsan, Raimon Vidal de Bezalù, Sordel, N’At de Mons und Amanieu de Sescas. Sie dienen der kulturgeschichtlichen Forschung als wichtige Zeugnisse der mittelalterlichen Moral-, Sitten- und Geschmacksvorstellungen.